# فلسفة الحرية (وراء الطبيعة)

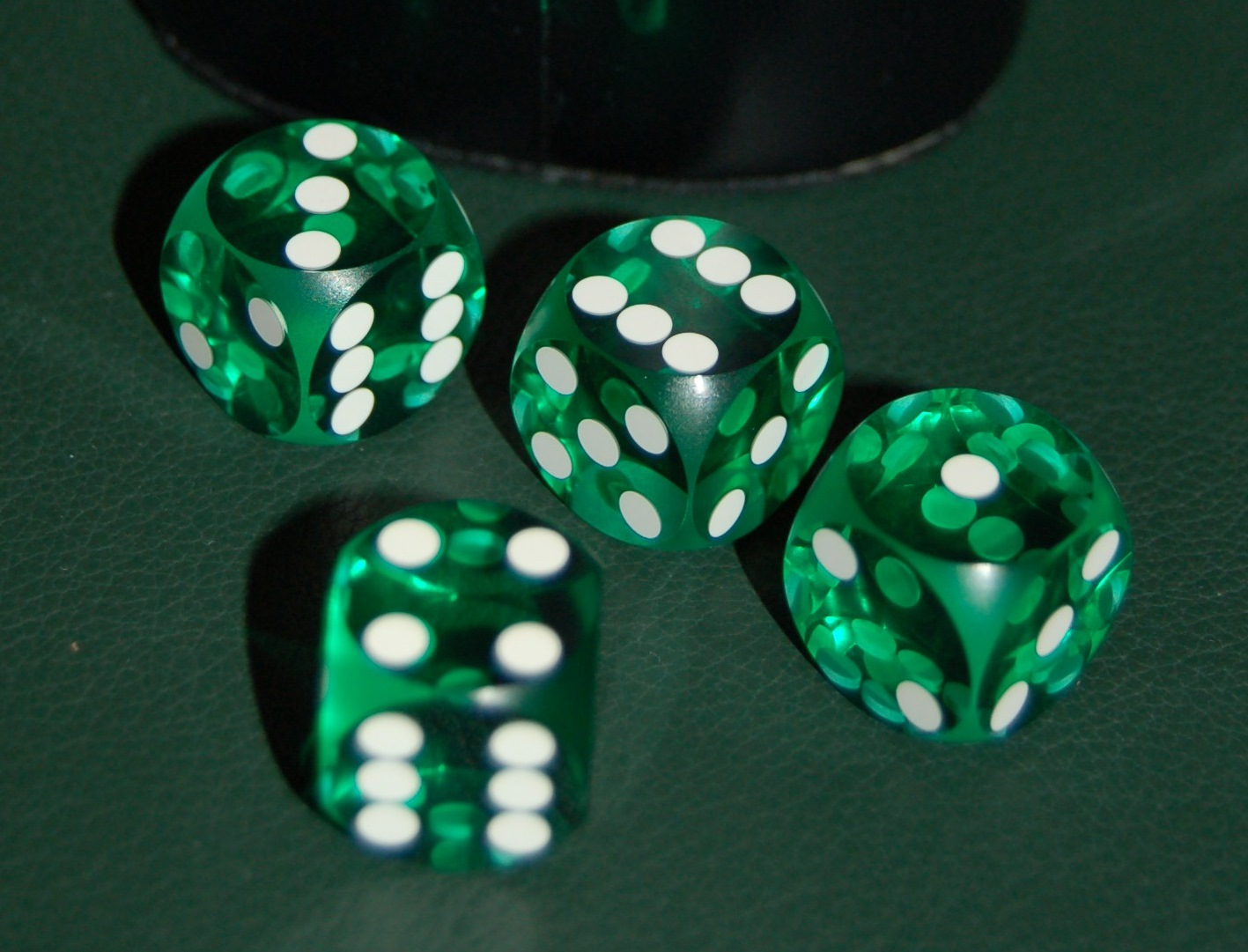

 فلسفة الحرية  مبحث في فلسفة ما وراء الطبيعة موضوعه العلاقة بين الإرادة الحرة والحتمية حيث يرى أصحابه أن الحتمية لا تكون ما دام للأفراد إرادة حرة.